# مورد (لالی)
مورد (لالی)، روستایی از توابع بخش حتی شهرستان لالی در استان خوزستان ایران است.

## جمعیت
این روستا در دهستان حتی قرار دارد و براساس سرشماری مرکز آمار ایران در سال ۱۳۸۵، جمعیت آن ۹۵ نفر (۱۴خانوار) بوده‌است.